# Moran Mazor
Moran Mazor (Hebreeuws: מורן מזור; Holon, 17 mei 1991) is een Israëlisch zangeres.

## Biografie
Mazor werd geboren in Holon, maar heeft Georgische wortels: haar ouders emigreerden in de jaren zeventig vanuit Georgië naar Israël. Al vanaf jonge leeftijd volgde ze piano- en zanglessen.
In 2011 raakte Mazor bekend bij het Israëlische publiek door haar overwinning in de realityshow Eyal Golan is Calling You. In 2013 werd ze tevens de winnares van Kdam, de nationale preselectie voor het Eurovisiesongfestival. Met het nummer Rak bishvilo mocht ze daarop haar vaderland vertegenwoordigen op het Eurovisiesongfestival 2013 in het Zweedse Malmö. In de halve finale eindigde ze met 40 punten op de 14de plaats, niet genoeg voor Israël om door te stoten naar de finale.
Kort na haar deelname aan het Eurovisiesongfestival bracht Mazor haar eerste album uit.
1973: Ilanit · 
1974: Poogy · 
1975: Shlomo Artzi · 
1976: Chocolad Menta Mastik · 
1977: Ilanit · 
1978: Izhar Cohen & The Alphabeta · 
1979: Gali Atari & Milk and Honey · 
1981: Hakol Over Habibi · 
1982: Avi Toledano · 
1983: Ofra Haza · 
1985: Izhar Cohen · 
1986: Moti Giladi & Sarai Tzuriel · 
1987: Lazy Bums · 
1988: Yardena Arazi · 
1989: Gili & Galit · 
1990: Rita · 
1991: Duo Datz · 
1992: Dafna Dekel · 
1993: The Shiru Group · 
1995: Liora · 
1998: Dana International · 
1999: Eden · 
2000: Ping Pong · 
2001: Tal Sondak · 
2002: Sarit Hadad · 
2003: Lior Narkis · 
2004: David D'Or · 
2005: Shiri Maimon · 
2006: Eddie Butler · 
2007: Teapacks · 
2008: Bo'az Ma'uda · 
2009: Noa & Mira Awad · 
2010: Harel Skaat · 
2011: Dana International · 
2012: Izabo · 
2013: Moran Mazor · 
2014: Mei Finegold · 
2015: Nadav Guedj · 
2016: Hovi Star · 
2017: Imri Ziv · 
2018: Netta Barzilai · 
2019: Kobi Marimi · 
2021: Eden Alene · 
2022: Michael Ben David · 
2023: Noa Kirel · 
2024: Eden Golan · 
2025: Yuval Raphael